# Športska dvorana Vijuš
Športska dvorana Vijuš je višenamjenska dvorana u Slavonskom Brodu. Otvorena je 27. studenog 2009. godine.

## O dvorani
Gradnja dvorane započela je 27. prosinca 1989. godine. Nedugo poslije, dolazi Domovinski rat i razaranja, nakon kojih je dvorana godinama propadala. Tek 2007. godine, ulaganjem 38 milijuna kuna gradnja je nastavljena i dovršena 2009. godine.
Ukupna površina športske dvorane “Vijuš” iznosi 12.748 m2 i sastoji se od: 
- glavne športske dvorane za mali nogomet, košarku, rukomet i odbojku površine 1140 m2 (46m x 24m) sa 2150 sjedećih mjesta
- manje športske dvorane za košarku i odbojku površine 450 m2 (28m x 15,5m)
- dvorane za gimnastiku površine 450 m2 (28 m x 15,5 m)[1]

S istočne strane nalazi se ugostiteljski objekt. Na sjevernoj strani glavni je ulaz u dvoranu. U suterenu ispod glavne dvorane nalazi se moderna kuglana koju mogu koristiti i rekreativci. Dvorana također sadrži ukupno 10 svlačionica, po 2 svlačionice za suce i trenere, ambulantu, mini teretanu i saunu.
Prvi događaj održan u dvorani Vijuš bio je Katarinski sajam 2009., a prvu športsku utakmicu su pred punom dvoranom odigrali košarkaši Svjetlost Broda i Zadra, a uspješniji su bili gosti rezultatom 81:77.